# Paul Jarrico
Israel Payssah Shapiro, dit Paul Jarrico, est un scénariste américain, né le 12 janvier 1915 à Los Angeles (Californie) où il est mort le 28 octobre 1997 .

## Biographie
Israel Payssah Shapiro naît à Los Angeles de parents immigrés, son père Aaron, militant sioniste originaire d'Ukraine, a quitté la Russie en novembre 1904, sa mère Jennie est originaire de Biélorussie.
Il fait ses études d'abord à l'Université de Californie du Sud, puis à l'Université de Californie à Los Angeles et enfin à l'Université de Californie à Berkeley. Lors de la Grande Dépression, il devient militant à la National Student League (en) et s'inscrira même au Parti communiste,. Son engagement aux côtés du Parti continue jusqu'à la divulgation du « rapport Khrouchtchev » ,, par la suite il adhère au mouvement social-démocrate, au sein d'abord du New American Movement (en), puis des Socialistes démocrates d'Amérique.
Peu après sa sortie de l'université, Columbia Pictures lui achète un scénario. Il travaille ensuite alternativement pour RKO Pictures et pour Columbia entre la fin des années 1930 et le début des années 1940. En 1936, sur les conseils de son agent qui trouve qu'Israel Shapiro sonne « trop juif », il prend le nom de Paul Jarrico.
Au début des années 1950, dénoncé par son coscénariste, Richard Collins, il fait partie de la « seconde vague » de liste noire, après les Dix d'Hollywood. Ne pouvant plus travailler comme scénariste, il produit alors en 1953 Le Sel de la terre, film relatant une grève de mineurs mexicains au Nouveau-Mexique,,.
En 1958, il peut enfin disposer à nouveau de son passeport. Il se rend alors en Europe, où il écrit des scénarios sous divers pseudonymes, comme par exemple Peter Achilles ou Ivo Pirilli (partagé avec Michael Wilson). Il y reste la plupart du temps jusqu'en 1977, année où il revient s'installer dans la région de Los Angeles.
Fin octobre 1997, une grande réunion est organisée par la Writers Guild of America, la Screen Actors Guild, la Directors Guild of America et l'American Federation of Television and Radio Artists (en) à l'occasion du cinquantième anniversaire de l'établissement des « listes noires », ces guildes voulant s'excuser pour leur complicité au moment de la « chasse aux sorcières. Un hommage lui est rendu à cette occasion, il y a même reçu une ovation debout pour son combat pour la réhabilitation des victimes de la censure.

« He worked tirelessly to assure that those writers who were denied the credit for their work would have their credits restored.
Il a travaillé sans relâche pour que les scénaristes à qui on avait dénié le droit d'être crédités pour leur travail voient ces crédits restaurés [dans les génériques] »

— Daniel Petrie Jr., président de la Writers Guild of America, cité dans le New York Times

« To see other writers have their credits restored, and be honored, was the best honor he could have. It's what he always believed in, standing up for other people's rights.
Voir d'autres scénaristes avoir leurs crédits restaurés, et être honorés, est le plus bel honneur qu'il pouvait avoir. C'est ce en quoi il a toujours cru, se lever pour les droits des autres »

— Lia Benedetti (sa femme), citée dans le Los Angeles Times
C'est en revenant d'un déjeuner organisé par la Writers Guild en l'honneur de ceux qui figuraient sur la liste noire qu'il meurt dans un accident de voiture,, en octobre 1997.

## Filmographie

### comme scénariste
- 1938 : Petite Miss Casse-Cou (The Little Adventuress) de D. Ross Lederman
- 1938 : No Time to Marry de Harry Lachman
- 1939 : Beauté sur commande (en) de Glenn Tryon
- 1941 : Ses trois amoureux de Garson Kanin
- 1941 : Men of the Timberland de John Rawlins
- 1941 : Le Visage derrière le masque (The Face Behind the Mask) de Robert Florey
- 1943 : La Parade aux étoiles de George Sidney
- 1944 : Le Corps céleste d'Alexander Hall et Vincente Minnelli
- 1944 : Âmes russes (Song of Russia) de Gregory Ratoff et László Benedek
- 1946 : Deux nigauds vendeurs de William A. Seiter
- 1948 : Les Anges marqués de Fred Zinnemann
- 1950 : La Tour blanche (The White Tower) de Ted Tetzlaff
- 1949 : Avant de t'aimer d'Elmer Clifton et Ida Lupino
- 1952 : L'Homme qui regardait passer les trains de Harold French
- 1952 : Scandale à Las Vegas de Robert Stevenson
- 1957 : The Girl Most Likely de Mitchell Leisen
- 1960 : Cinq Femmes marquées (Five Branded Women) de Martin Ritt
- 1962 : Tout au long de la nuit de Basil Dearden
- 1965 : Les Mercenaires du Rio Grande de Robert Siodmak
- 1966 : Wer kennt Johnny R.? (de) de José Luis Madrid
- 1968 : Le Rouble à deux faces de Étienne Périer
- 1975 : Assassinat à Sarajevo de Veljko Bulajic
- 1988 : Le Messager de la mort de J. Lee Thompson

### comme producteur
- 1954 : Le Sel de la terre de Herbert J. Biberman

## Distinctions
- Oscars 1942 : nomination pour l'Oscar du meilleur scénario original pour Ses trois amoureux